# Н'єн'є Роверз
Футбольний клуб «Н'єн'є Роверз» або просто «Н'єн'є Роверз» (англ. Nyenye Rovers Football Club) — футбольний клуб з міста Лерібе.

## Історія
Футбольний клуб «Н'єн'є Роверз» було засновано у місті Лерібе. У сезонах 2009/10, 2012/13—2014/15 виступав у Прем'єр-лізі. Найкращим результатом клубу в Прем'єр-лізі було 11-те місце (з 14 команд-учасниць), яке команда посіла за підсумками сезону 2013/14 років.